# コリン・サーストン
コリン・サーストン（Colin Thurston、1947年7月13日 - 2007年1月15日）は、イギリス・ブレントフォード生まれの音楽プロデューサー、レコーディング・エンジニア。

## 来歴
ミドルセックスのブレントフォードに生まれる。トニー・ヴィスコンティに師事し、デヴィッド・ボウイの『ヒーローズ』（1977年）やイギー・ポップの『ラスト・フォー・ライフ』（1977年）にエンジニア・共同プロデューサーとして参加。
単独のプロデュースとしてはマガジンの『セカンドハンド・デイライト』（1979年）が初めてだった。同年にヒューマン・リーグのデビューアルバム『リプロダクションとシングル"I Don't depend on You"のプロデュースを担当した。
サーストンが一気に注目を集めたのはデュラン・デュランのデビューアルバム『デュラン・デュラン (アルバム)』（1981年）と『リオ (デュラン・デュランのアルバム)』（1982年）だった。他にもトーク・トークやカジャグーグーのプロデューサーを務めた。
1980年代後半からはカナダのBrouhahaというインディーズレーベル専属のプロデューサーになる。2007年1月に長い間苦しんだ病による死の前までプロデュース業を時折行っていた。